# Micropholis sanctae-rosae
Micropholis sanctae-rosae är en tvåhjärtbladig växtart som först beskrevs av Charles Baehni, och fick sitt nu gällande namn av Terence Dale Pennington. Micropholis sanctae-rosae ingår i släktet Micropholis och familjen Sapotaceae. IUCN kategoriserar arten globalt som livskraftig. Inga underarter finns listade i Catalogue of Life.